# Lijst van rijksmonumenten in Maassluis
De plaats Maassluis telt 41 inschrijvingen in het rijksmonumentenregister. Hieronder een overzicht. 
| Object | Oorspronkelijke functie?  | Bouwjaar                          | Architect       | Locatie           | Coördinaten?                  | Nr.?   | Afbeelding                           |
| --- | ------------------------- | --------------------------------- | --------------- | ----------------- | ----------------------------- | ------ | ------------------------------------ |
| Boerderijtje, witgepleisterde muren: schilderachtig strodak, dat achter aansluit tegen een puntgevel met muurankers. Oude kozijnen | Boerderij                 | 1682                              |                 | Weverskade 97     | 51° 56' 12" NB, 4° 14' 6" OL  | 26600  | Meer afbeeldingen                    |
| Oude stadhuis | Bestuursgebouw en onderdl | ca. 1650                          |                 | Hoogstraat 1      | 51° 55' 18" NB, 4° 15' 12" OL | 26604  | Meer afbeeldingen                    |
| Pand met lijstgevel en een omlopend schilddak                                                                                      | Woonhuis                  | mogelijk 17e eeuw                 |                 | Hoogstraat 7      | 51° 55' 18" NB, 4° 15' 11" OL | 26605  | Meer afbeeldingen                    |
| Gemeenlandshuis van Delfland | Bestuursgebouw en onderdl | 1626                              |                 | Hoogstraat 11     | 51° 55' 19" NB, 4° 15' 11" OL | 26606  | Meer afbeeldingen                    |
| Hoekpand | Woonhuis                  | 17e eeuw                          |                 | Hoogstraat 17     | 51° 55' 19" NB, 4° 15' 10" OL | 26607  | Meer afbeeldingen                    |
| Dwarshuis | Opslag                    | eerste helft 17e eeuw             |                 | Kerkplein 1       | 51° 55' 20" NB, 4° 15' 6" OL  | 26608  | Meer afbeeldingen                    |
| Groote of Nieuwe Kerk | Kerk en kerkonderdeel     | 1629-1639                         |                 | Kerkplein 2       | 51° 55' 20" NB, 4° 15' 3" OL  | 26609  | Meer afbeeldingen                    |
| Hekpijlers van boerderij "Vliethoff"                                                                                               | Erfscheiding              | 18e eeuw                          |                 | Kortebuurt 21     | 51° 55' 18" NB, 4° 16' 32" OL | 26610  | Hekpijlers van boerderij "Vliethoff" |
| Pand met trapgevel | Gebouw                    | laatste helft 17e eeuw            |                 | Dr Kuyperkade 25  | 51° 55' 20" NB, 4° 15' 22" OL | 26611  | Meer afbeeldingen                    |
| Puntgevel | Woonhuis                  | 17e eeuw                          |                 | Dr Kuyperkade 26  | 51° 55' 21" NB, 4° 15' 22" OL | 26612  | Meer afbeeldingen                    |
| Patriciershuis, thans in gebruik als kantoorgebouw                                                                                 | Woonhuis                  | 1750                              |                 | Markt 18          | 51° 55' 21" NB, 4° 15' 16" OL | 26613  | Meer afbeeldingen                    |
| Hoekpand | Woonhuis                  | 1630/1944                         |                 | Marnixkade 1      | 51° 55' 19" NB, 4° 15' 7" OL  | 26614  | Meer afbeeldingen                    |
| Pand | Werk-woonhuis             | 17e/18e eeuw                      |                 | Marnixkade 4      | 51° 55' 19" NB, 4° 15' 6" OL  | 26615  | Meer afbeeldingen                    |
| Hoekpand | Woonhuis                  | mogelijk 18e eeuw                 |                 | Nieuwstraat 2     | 51° 55' 18" NB, 4° 15' 15" OL | 26616  | Meer afbeeldingen                    |
| Pand met lijstgevel | Woonhuis                  |                                   |                 | Noordvliet 6      | 51° 55' 21" NB, 4° 15' 17" OL | 26617  | Meer afbeeldingen                    |
| Pand met lijstgevel | Woonhuis                  | laatste helft 18e eeuw            |                 | Noordvliet 8      | 51° 55' 21" NB, 4° 15' 17" OL | 26618  | Meer afbeeldingen                    |
| Herenhuis | Woonhuis                  | midden 19e eeuw                   |                 | Noordvliet 10     | 51° 55' 21" NB, 4° 15' 18" OL | 26619  | Meer afbeeldingen                    |
| De Ridderhof | Boerderij                 | 1658                              |                 | Sportlaan 1       | 51° 55' 11" NB, 4° 16' 8" OL  | 26620  | Meer afbeeldingen                    |
| Pand met trapgevel gewijzigd in puntgevel                                                                                          | Woonhuis                  | eerste helft 17e eeuw of 18e eeuw |                 | Veerstraat 3      | 51° 55' 20" NB, 4° 15' 10" OL | 26621  | Meer afbeeldingen                    |
| Pand met trapgevel gewijzigd tot puntgevel                                                                                         | Woonhuis                  | eerste helft 17e eeuw             |                 | Veerstraat bij 3  | 51° 55' 20" NB, 4° 15' 10" OL | 26622  | Meer afbeeldingen                    |
| Pand met trapgevel gewijzigd tot puntgevel                                                                                         | Woonhuis                  | eerste helft 17e eeuw             |                 | Veerstraat 5      | 51° 55' 20" NB, 4° 15' 11" OL | 26623  | Meer afbeeldingen                    |
| Herenhuis met lijstgevel | Woonhuis                  |                                   |                 | Veerstraat 15     | 51° 55' 21" NB, 4° 15' 13" OL | 26624  | Meer afbeeldingen                    |
| Monsterse Sluiswerken | Waterkering en -doorlaat  | 1653                              |                 | Hoogstraat 14-17  | 51° 55' 20" NB, 4° 15' 10" OL | 26625  | Meer afbeeldingen                    |
| Wippersmolen | Industrie- en poldermolen | 1726                              |                 | Wipperskade 1     | 51° 55' 30" NB, 4° 15' 56" OL | 26626  | Meer afbeeldingen                    |
| Eenvoudig pandje | Woonhuis                  | 18e eeuw                          |                 | Zuiddijk 9        | 51° 55' 17" NB, 4° 15' 14" OL | 26627  | Meer afbeeldingen                    |
| Zakkendragershuisje | Dienstwoning              | 1765                              |                 | Zuiddijk 11       | 51° 55' 16" NB, 4° 15' 14" OL | 26628  | Meer afbeeldingen                    |
| De Hoop | Industrie- en poldermolen | 1792                              |                 | Zuiddijk 94       | 51° 55' 8" NB, 4° 15' 24" OL  | 26629  | Meer afbeeldingen                    |
| Pand van parterre en twee verdiepingen                                                                                             | Werk-woonhuis             | tweede kwart 18e eeuw             |                 | Zuidvliet 4       | 51° 55' 18" NB, 4° 15' 16" OL | 26630  | Meer afbeeldingen                    |
| Pand met lijstgevel | Werk-woonhuis             | tweede kwart 18e eeuw             |                 | Zuidvliet 8       | 51° 55' 19" NB, 4° 15' 17" OL | 26631  | Meer afbeeldingen                    |
| Pand met trapgevel | Woonhuis                  | 1640                              |                 | Zuidvliet 12      | 51° 55' 19" NB, 4° 15' 19" OL | 26632  | Meer afbeeldingen                    |
| De Karperhoeve | Boerderij                 | 1711                              |                 | Zuidbuurt 5       | 51° 55' 14" NB, 4° 16' 33" OL | 26633  | Meer afbeeldingen                    |
| Boerderij met dwars woongedeelte                                                                                                   | Boerderij                 | 17e eeuw                          |                 | Zuidbuurt 14      | 51° 54' 60" NB, 4° 16' 43" OL | 26634  | Meer afbeeldingen                    |
| Schuurkerk | Kerk en kerkonderdeel     | 1787                              |                 | Schuurhof 142     | 51° 55' 21" NB, 4° 15' 29" OL | 26635  | Meer afbeeldingen                    |
| Pand met verdieping en omlopend schilddak                                                                                          | Woonhuis                  | 1790                              |                 | Zuidvliet 97      | 51° 55' 21" NB, 4° 15' 29" OL | 26636  | Meer afbeeldingen                    |
| Dieselgemaal Mr.Dr. C.P. Zaayer | Gemaal                    | 1926                              |                 | Vlaardingsedijk 6 | 51° 54' 49" NB, 4° 15' 29" OL | 521883 | Dieselgemaal Mr.Dr. C.P. Zaayer      |
| Dienstwoning | Dienstwoning              | 1926-1928                         |                 | Vlaardingsedijk 6 | 51° 54' 49" NB, 4° 15' 29" OL | 521884 | Upload foto                          |
| Dubbele dienstwoning | Dienstwoning              | 1926-1928                         |                 | Vlaardingsedijk 9 | 51° 54' 49" NB, 4° 15' 29" OL | 521885 | Meer afbeeldingen                    |
| Elektrisch gemaal | Gemaal                    | 1915                              | H. Brand        | Jokweg 4          | 51° 55' 13" NB, 4° 15' 19" OL | 521886 | Meer afbeeldingen                    |
| Ophaalbrug met twee wachterhuizen                                                                                                  | Brug                      | 1921                              | J.H. van Heijst | Marnixkade        | 51° 55' 20" NB, 4° 15' 7" OL  | 521887 | Meer afbeeldingen                    |
| Bakkerij met bakkerswinkel en bovenwoning                                                                                          | Nijverheid                | 17e eeuw (oorsprong)              |                 | Nieuwstraat 4     | 51° 55' 18" NB, 4° 15' 15" OL | 521888 | Meer afbeeldingen                    |
| Molenaarshuis | Bedrijfs-,fabriekswoning  | 1850                              |                 | Wipperskade 1     | 51° 55' 30" NB, 4° 15' 58" OL | 521889 | Molenaarshuis                        |

Alblasserdam ·
Albrandswaard ·
Alphen aan den Rijn ·
Barendrecht ·
Bodegraven-Reeuwijk ·
Capelle aan den IJssel ·
Delft ·
Den Haag ·
Dordrecht ·
Goeree-Overflakkee ·
Gorinchem ·
Gouda ·
Hardinxveld-Giessendam ·
Hendrik-Ido-Ambacht ·
Hillegom ·
Hoeksche Waard‎ ·
Kaag en Braassem ·
Katwijk ·
Krimpen aan den IJssel ·
Krimpenerwaard ·
Lansingerland ·
Leiden ·
Leiderdorp ·
Leidschendam-Voorburg ·
Lisse ·
Maassluis ·
Midden-Delfland ·
Molenlanden ·
Nieuwkoop ·
Nissewaard ·
Noordwijk ·
Oegstgeest ·
Papendrecht ·
Pijnacker-Nootdorp ·
Ridderkerk ·
Rijswijk ·
Rotterdam ·
Schiedam ·
Sliedrecht ·
Teylingen ·
Vlaardingen ·
Voorne aan Zee ·
Voorschoten ·
Waddinxveen ·
Wassenaar ·
Westland ·
Zoetermeer ·
Zoeterwoude ·
Zuidplas ·
Zwijndrecht